# Józef Spychalski
Józef Spychalski ps. Czarny, Gruda, Grudzień, Jurand, Lawina, Luty, Socha, Soroka, Stryjek, Szary, Ścibor, Włast (ur. 19 marca 1898 w Łodzi, zamordowany na przełomie lipca i sierpnia 1944 w Krakowie lub KL Sachsenhausen) – pułkownik piechoty Wojska Polskiego, cichociemny, komendant Obwodu Sieradz Polskiej Organizacji Wojskowej (1918), komendant Okręgu Lublin (XII 1939–VII 1940) i Obszaru Białystok Związku Walki Zbrojnej (X–XI 1940), komendant Okręgu Kraków Armii Krajowej (XI 1942–III 1944).

## Dzieciństwo i młodość
Był synem Józefa i Franciszki z Leśkiewiczów oraz najstarszym spośród pięciorga dzieci: Józef, Czesław, Leon, Marian – późniejszy marszałek Polski, Aurelia. Ojciec pracował w łódzkiej fabryce Frenkla jako majster przy obsłudze urządzeń wytwarzających prąd. Brał udział w ruchu niepodległościowym w szeregach Frakcji Rewolucyjnej PPS. Matka wywodząca się z wioski Kowale nad Wartą koło Sieradza również brała udział w ruchu niepodległościowym. Gdy w czasie trwania I wojny światowej zamknięto fabrykę Frenkla, matka Józefa wraz z dziećmi przeniosła się do rodziców w Kowalach.

## I wojna światowa
W chwili wybuchu wojny Józef ukończył 5 klas gimnazjum. Zaangażował się w działalność Polskiej Organizacji Wojskowej. W 1915 roku ukończył szkołę podoficerską POW, a w końcu lata 1916 roku udał się w Sieradzkie, podejmując pracę nauczyciela, lecz głównie z zadaniem tworzenia oddziałów POW. Pierwszy pluton utworzył w Klonowej – dużej wsi otoczonej lasami. Wciągnął do pracy nauczycieli. Powstały też placówki POW w Starcach, Owieczkach, Kliczkowie – gdzie organizowała się kompania wiejska w sile około 150 ludzi. Został dowódcą tej kompanii. Na przełomie lat 1917/1918 prowadził kurs w Kuźnicy Błońskiej w gajówce dla członków POW. Spychalski pracował jako nauczyciel we wsi Łubna i rozszerzał organizację o nowe placówki w Gruszczycach, Błaszkach, Wróblewie. Pod pseudonimem Szary został mianowany zastępcą komendanta Obwodu Sieradzkiego POW, a na początku 1918 roku został komendantem tego Obwodu. Organizacja osiągnęła wtedy liczbę około 1000 członków, powstały oddziały lotne z przeznaczeniem do zadań specjalnych, gromadzono broń. POW przeciwdziałała wywożeniu do Niemiec zboża, zwalczała niemieckich agentów.
Jesienią 1918 roku, na rozkaz Komendy Okręgu POW, pod Sieradzem ścięto co dziesiąty słup telefoniczny, co spowodowało popłoch wśród Niemców. Spychalski z trudem uniknął aresztowania, zmuszony był schronić się w Kaliszu, skąd wrócił 10 listopada 1918 roku, by wziąć udział w negocjacjach z załogą niemieckiego garnizonu w Sieradzu. 11 listopada o godz. 18.00 Niemcy złożyli broń i przejęte zostały urzędy i więzienie. Peowiacy obsadzili stację kolejową, gdzie w nocy doszło do walki. Zginęło 5 peowiaków, a 5 zostało rannych. Spychalski odesłał do Kalisza, gdzie organizowało się zabezpieczenie zachodniej granicy państwa, 200-osobowy oddział pieszy i 60 kawalerzystów, zabezpieczył działanie poczty, uczestniczył w tworzeniu polskiej administracji.

## Dwudziestolecie międzywojenne
W 1919 roku skierowano go do Szkoły Podchorążych Piechoty w Warszawie, po której ukończeniu dostał przydział do 28 pułku Strzelców Kaniowskich w Łodzi. Walczył w wojnie polsko-bolszewickiej 1920. Jako porucznik w latach 1924–1927 odbywał służbę w 70 pułku piechoty wielkopolskiej w Pleszewie, następnie jako instruktor w Szkole Podoficerskiej w Chełmie, potem w Szkole Podchorążych Piechoty w Ostrowi Mazowieckiej. W latach 1930–1933, jako kapitan, był dowódcą kompanii w 57 pułku piechoty wielkopolskiej w Poznaniu, od 1933 roku wykładał taktykę w Centrum Wyszkolenia Piechoty w Rembertowie. W roku 1934 w stopniu majora został dowódcą batalionu w 55 Poznańskim pułku piechoty w Lesznie.

## Działalność w okresie II wojny światowej
8 kwietnia 1938 lub w 1939 roku objął stanowisko dowódcy Batalionu Stołecznego w Warszawie, na którego czele podczas kampanii wrześniowej bronił m.in. Fortu „Bema”. Po kapitulacji dostał zadanie zorganizowania Okręgu Lubelskiego Służby Zwycięstwu Polski. Stworzył zawiązek Komendy Okręgu, lecz wkrótce na skutek zagrożenia aresztowaniem został odwołany do Warszawy i latem 1940 roku przeniesiony do Komendy Głównej Związku Walki Zbrojnej. Inspektor Komendy Głównej ZWZ. 21 października 1940 roku przystąpił do zleconej mu organizacji Obszaru II ZWZ (Okręgi: Białystok, Nowogródek, Polesie) w strefie okupacji radzieckiej. 17 listopada 1940 roku został aresztowany przez NKWD we wsi Morusy koło Tykocina, następnie przewieziony do Moskwy i osadzony na Łubiance. W czerwcu 1941 roku skazany przez Kolegium Wojskowe Sądu Najwyższego ZSRR na karę śmierci za sabotaż i dywersję. Na początku sierpnia 1941 roku po podpisaniu układu Sikorski-Majski karę anulowano. 
Po wyjściu z więzienia zgłosił się do służby w Wojsku Polskim. W oczekiwaniu na przerzut z ZSRR do kraju, planowany pierwotnie na koniec września 1941 roku, przeszedł m.in. szkolenie spadochronowe. Od października 1941 roku w Buzułuku uczestniczył w pracach organizacyjnych przy formujących się tam jednostkach Wojska Polskiego. 
15 grudnia 1941 – 6 stycznia 1942 roku towarzyszył Władysławowi Sikorskiemu w drodze z ZSRR do Londynu. Nie skorzystał z propozycji służby w sztabie Naczelnego Wodza i 30/31 marca 1942 roku jako cichociemny wrócił do kraju w roli oficera łącznikowego Naczelnego Wodza. Sikorski widział Józefa Spychalskiego na stanowisku zastępcy komendanta Armii Krajowej. Kontrwywiad AK ustalił jednak, że w okresie aklimatyzacji skoczków Józef Spychalski mimo zakazu kontaktów spotkał się ze swym bratem Marianem, wówczas jednym z dowódców komunistycznej Gwardii Ludowej. W rezultacie Spychalski nie objął spodziewanej funkcji.
1 listopada 1942 roku został mianowany komendantem Okręgu Kraków AK na miejsce przeniesionego do Komendy Głównej AK ppłk. dypl. Zygmunta Miłkowskiego. Dzięki umiejętnościom i doświadczeniu Józefa Spychalskiego Okręg Kraków AK został wkrótce wzorowo zorganizowany i przygotowany do powstania zbrojnego. Na przełomie lata i jesieni 1943 roku pod naciskiem trójki powiatowej Stronnictwa Ludowego „Roch” odwołał mjr. Juliana Makowskiego („Bończa”, „Juliusz") z funkcji komendanta Obwodu Kraków-Powiat AK i powierzył ją mjr. Józefowi Kowalówce („Erwin", „Kogut"; 1895–1944) jako zdolnemu do pracy ponad podziałami politycznymi. 4 października 1943 roku Spychalski wydał rozkaz usprawnienia postępowań karnych w sądach podziemnych, zobowiązujący świadków do składania własnoręcznych zeznań, w którym przestrzegał, że „samowolne i nieuzasadnione wykonanie kary śmierci jest karalne”. Na przełomie lutego i marca 1944  roku wydał na podstawie kontroli przeprowadzonej w Inspektoracie Mielec AK przez oficera Kedywu por. Zenona Sobotę („Świdę”) rozkazy zlikwidowania komendanta Obwodu Mielec kpt. Antoniego Koguta („Kruszyny”) i trzech oficerów kontrwywiadu lub dywersji.

## Aresztowanie i śmierć

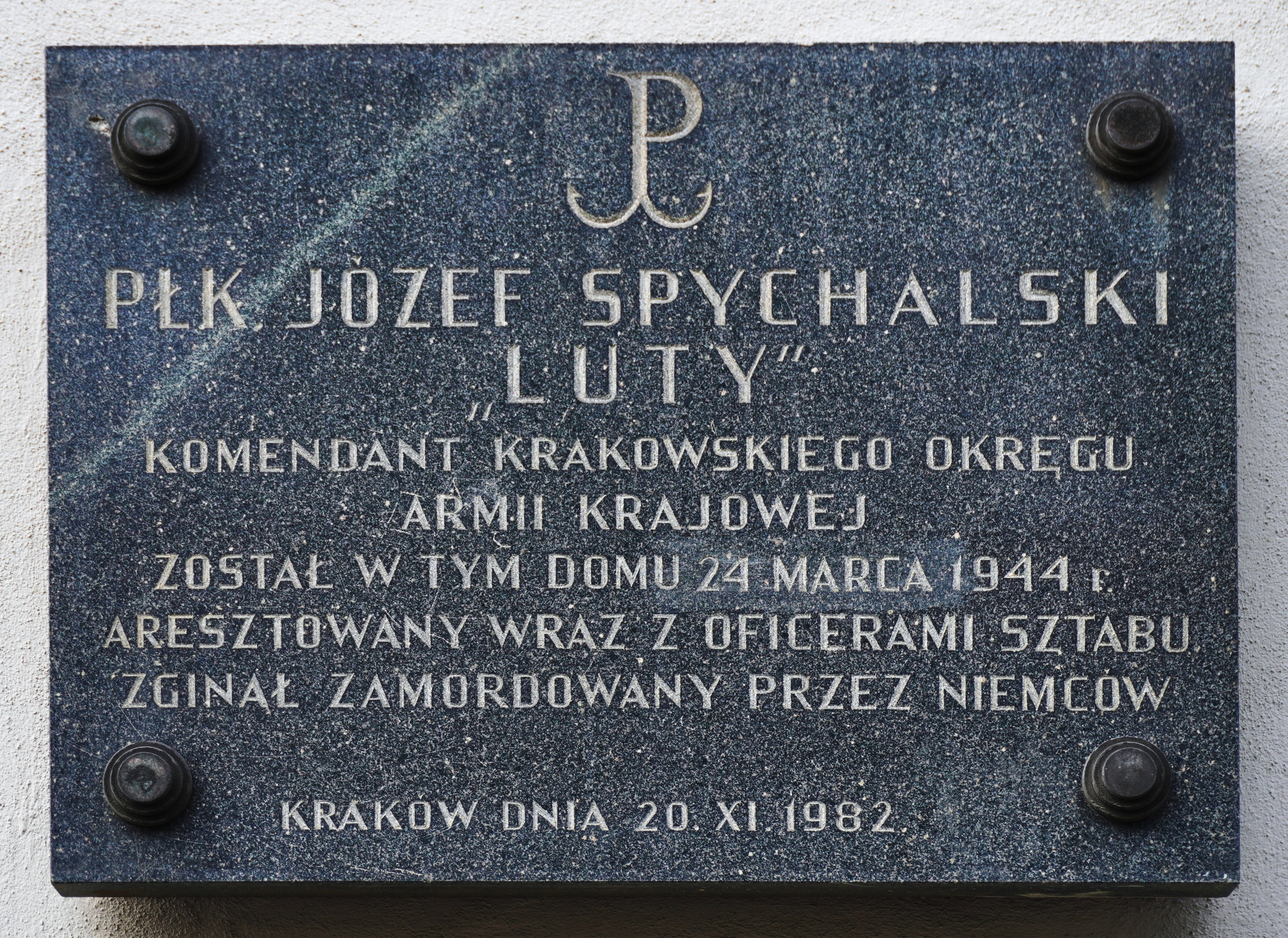
Tablica upamiętniająca aresztowanie płk. Józefa Spychalskiego w elewacji kamienicy przy ul. Dietla 32 w Krakowie

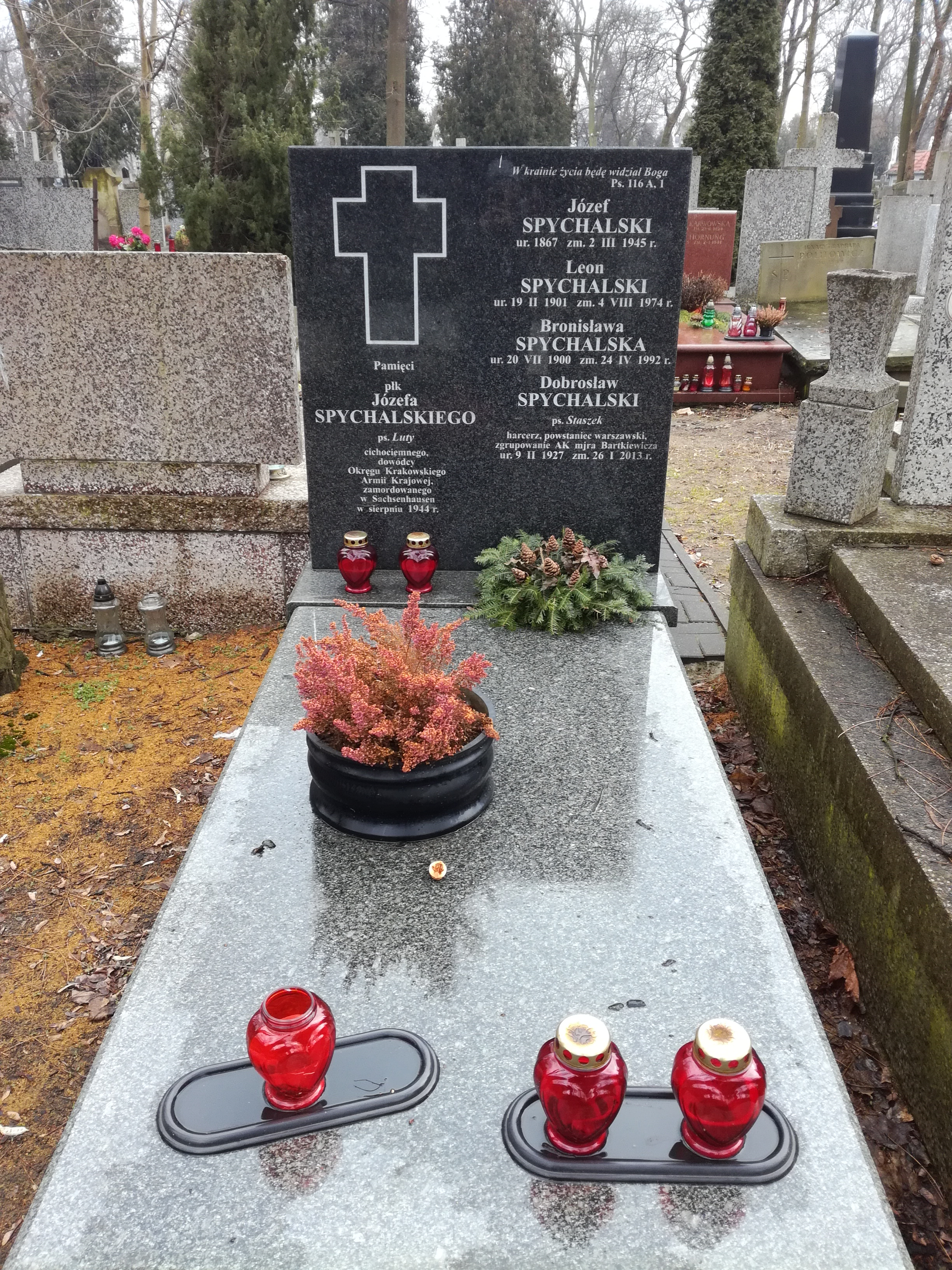
Grób symboliczny płka Józefa Spychalskiego na Cmentarzu Bródnowskim

24 marca 1944 roku został aresztowany przez Kripo w Krakowie w konspiracyjnym lokalu kontaktowym Chłopskiej Organizacji Wolności „Racławice” przy ul. Dietla 32 m. 9, gdzie był umówiony na odprawę z szefem krakowskiego Inspektoratu AK, ppłk. dypl. Wojciechem Waydą. W zastawioną zasadzkę wpadli następnie jego oficerowie sztabu (m.in. szef Oddziału I Komendy Okręgu AK Kraków i kierownik krakowskiego okręgu „Racławic” mjr Stefan Sikorski, szef Wydziału Wojskowego i łącznik z Delegaturą ppłk Alojzy Kaczmarczyk, szef Wydziału Zrzutów Lotniczych mjr Stefan Łuczyński „Sawa” i szef kancelarii plut. pchor. Wiesław Dawid „Tomasz”), co zapoczątkowało masowe aresztowania i dekonspiracje w krakowskim podziemiu. Zatrzymanie Spychalskiego nastąpiło w przeddzień ogłoszenia w „Tygodniku Polskim” (organie Stronnictwa Polskiej Demokracji) uchwalonej 4 marca deklaracji Centralizacji Stronnictw Demokratycznych, Socjalistycznych i Syndykalistycznych, na którą pełniący obowiązki komendanta Obwodu po aresztowaniu Spychalskiego Wayda zareagował wycofaniem subwencji dla SPD.
Okoliczności aresztowania nie zostały wyjaśnione. W roku 1952 odbył się proces przeciwko Franciszkowi Ponickiemu o wydanie Spychalskiego w ręce Niemców. Ponicki, wskazany jako konfident przez gestapowca Kurta Heinemeyera, fikcyjnie zatrudniał Spychalskiego w sklepie z farbami przy ul. Długiej 22, który służył za lokal konspiracyjny i utrzymywał, że jego kontakty z gestapo były znane Spychalskiemu. W 1993 roku były kierownik referatu gestapo zwalczającego polskie podziemie na Generalne Gubernatorstwo, Heinrich Hamann, również oświadczył, że informacji o spotkaniu dostarczył konfident, ale donos nie został od razu potraktowany poważnie.
Przetrzymywany w więzieniu przy ul. Montelupich i przesłuchiwany w siedzibie gestapo przy ul. Pomorskiej 2, nie był fizycznie torturowany i mógł widywać się z żoną. Zgodnie z jej powojennymi zeznaniami Niemcy domagali się od niego sformowania legionu antybolszewickiego i objęcia nad nim dowództwa. Według niepotwierdzonych informacji rozmawiał z nim podczas wizyty w Krakowie w maju 1944 roku szef SS Heinrich Himmler. Spychalskiemu polecono przekazać przez jednego z aresztowanych sztabowców list niekontrolowanej treści do gen. Tadeusza Komorowskiego, Komendanta Głównego AK w Warszawie. Nie jest jasne, czy skorzystał z tej możliwości, w każdym razie odrzucił współpracę z Niemcami przeciw Sowietom i przekazał na zewnątrz swoje ostatnie dyspozycje. W relacji z 1965 roku oficer KG AK Janusz Bokszczanin twierdził, że KG AK otrzymała wiosną 1944 roku list od więzionego w Krakowie Spychalskiego i że gen. Komorowski odpowiedział odmownie na zawartą w nim propozycję spotkania.
Po objęciu komendantury Okręgu Kraków AK pod koniec kwietnia 1944 roku przez przybyłego z Białegostoku płk. Edwarda Godlewskiego powstał plan odbicia Spychalskiego. Spychalski prosił o odbicie go z więziennego transportu przez por. Sobotę w dniu naznaczonego ppłk. Kaczmarczykowi spotkania po powrocie z Warszawy. Akcja ta nie została przeprowadzona, natomiast 26 maja 1944 roku przy ul. Lubicz w Krakowie Sobota dowodził akcją pod nazwą „propagandowa odbitka”, której celu nie wyjawił uczestnikom i która została przerwana dekonspiracją. Zaniechanie odbicia Spychalskiego niektórzy historycy tłumaczą jego wywózką z Krakowa. Według informacji uzyskanych przez por. Alojzego Dziurę-Dziurskiego z Inspektoratu Miechów AK podczas poufnej rozmowy z Hamannem w połowie lipca 1944 roku Spychalski przebywał już wówczas w Berlinie.
Według zgodnej z tym doniesieniem wersji został zamordowany na początku sierpnia 1944 roku w KL Sachsenhausen wraz ze Stefanem Roweckim. Jego żona Eleonora była jednak przekonana, że nigdy nie opuścił Krakowa i zginął pod koniec lipca 1944 roku w więzieniu przy Montelupich.
Jego grób symboliczny znajduje się na Cmentarzu Bródnowskim (kw. 13A-6-27).

## Awanse
- porucznik – zweryfikowany ze starszeństwem z dniem 1 czerwca 1919 (w 1924 zajmował 424. lokatę w korpusie oficerów zawodowych piechoty)
- kapitan – 3 maja 1926 ze starszeństwem z dniem 1 lipca 1925 i 239. lokatą w korpusie oficerów zawodowych piechoty
- major – 5 lutego 1934 ze starszeństwem z dniem 1 stycznia 1934, lokata 34.
- podpułkownik – 31 lipca 1941
- pułkownik – 6 lutego 1942[1] lub ze starszeństwem od 6 marca 1942[20].

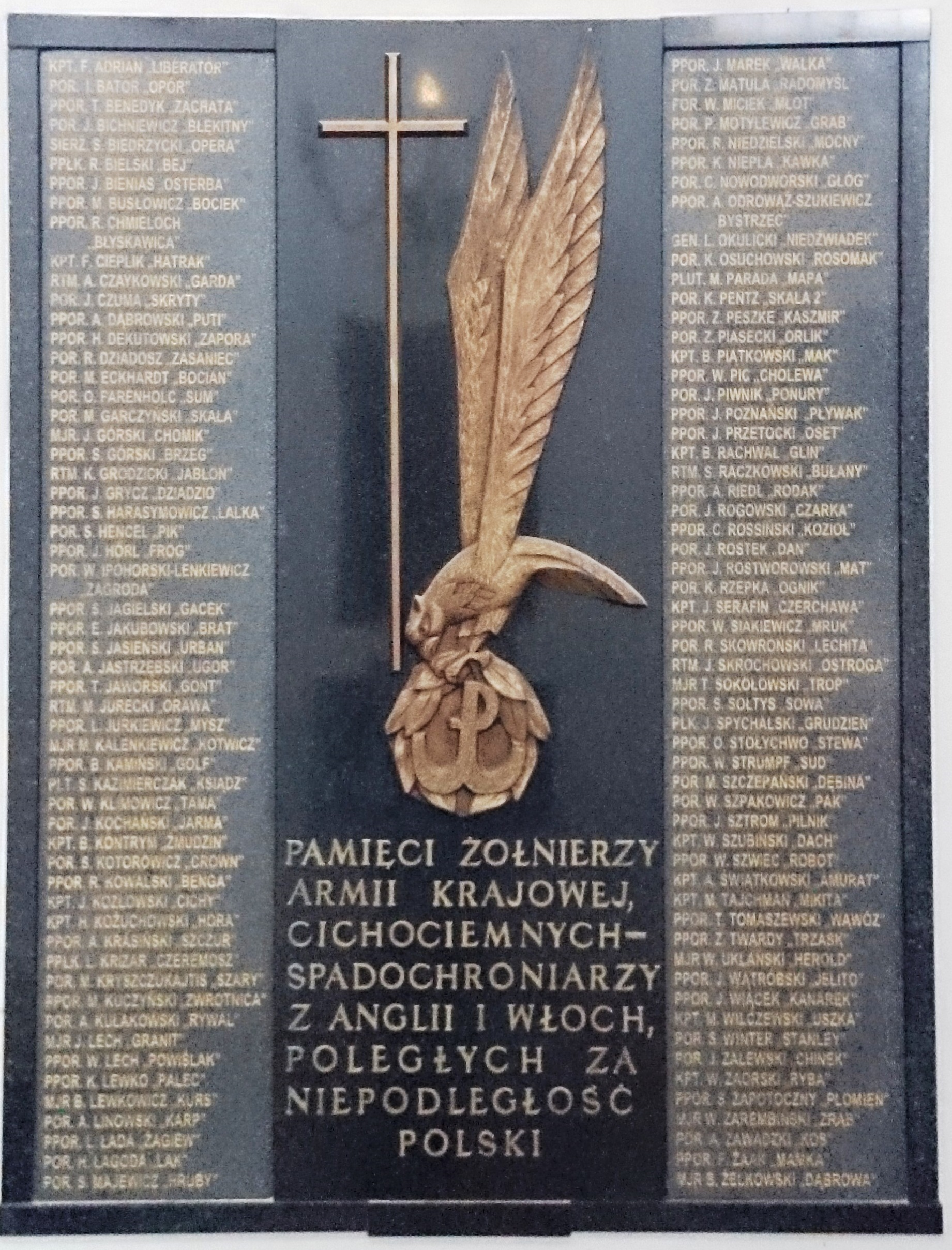
Tablica w kościele św. Jacka w Warszawie, upamiętniająca poległych cichociemnych, w tym Józefa Spychalskiego

## Ordery i odznaczenia
- Krzyż Złoty Orderu Wojskowego Virtuti Militari[21] (1944)
- Krzyż Srebrny Orderu Wojskowego Virtuti Militari Nr 4967 (1921)[22]
- Krzyż Srebrny Orderu Wojskowego Virtuti Militari (29 IX 1939)
- Złoty Krzyż Zasługi (1938)[23]
- Krzyż Niepodległości z Mieczami
- Krzyż Walecznych
- Złoty Krzyż Zasługi z Mieczami.
- Krzyż Armii Krajowej (pośmiertnie)[24]
- Krzyż Grunwaldu III kl. (pośmiertnie)[24]
- Medal „Za udział w wojnie obronnej 1939”(pośmiertnie)[1]

## Upamiętnienie
- W 1982 roku na kamienicy, w której został aresztowany, umieszczono pamiątkową tablicę.
- W lewej nawie kościoła św. Jacka przy ul. Freta w Warszawie odsłonięto w 1980 roku tablicę Pamięci żołnierzy Armii Krajowej, cichociemnych – spadochroniarzy z Anglii i Włoch, poległych za niepodległość Polski. Wśród wymienionych 110 poległych cichociemnych jest Józef Spychalski.
- W Krakowie i Sieradzu są ulice jego imienia.